# Haruna Okuno
Haruna Okuno (jap. 奥野 春菜, Okuno Haruna; * 18. März 1999) ist eine japanische Ringerin. Sie wurde 2017 Weltmeisterin in der Gewichtsklasse bis 55 kg und 2018 Weltmeisterin in der Gewichtsklasse bis 53 kg Körpergewicht.

## Werdegang
Haruna Okuna begann bereits im Alter von 2 Jahren mit dem Ringen. Schon bald gehörte sie in Japan in allen Juniorenklassen zur Spitze. Sie gewann bei einigen japanischen Meisterschaften der Oberschulen und bald auch der Juniorinnen des japanischen Ringer-Verbandes. Ihren ersten Einsatz bei einer internationalen Meisterschaft absolvierte sie bei der Junioren-Weltmeisterschaft (Cadets) in Snina (Slowakei) in der Gewichtsklasse bis 52 kg. Sie gewann dort eine Bronzemedaille. Mit Fünfzehneinhalb Jahren startete sie schon bei der japanischen Meisterschaft der Frauen und gewann auch hier eine Bronzemedaille.
2015 wurde sie in New Delhi asiatische Juniorenmeisterin (Cadets) und 2016 in Tiflis auch Junioren-Weltmeisterin (Cadets), jeweils in der Gewichtsklasse bis 52 kg Körpergewicht.
Im Januar 2017 bestand sie ihre Bewährungsprobe bei den Frauen. Sie wurde in Klippan (Schweden) Siegerin der dortigen "Lady-Open". Dabei verwies sie in der Gewichtsklasse bis 53 kg Körpergewicht Wanessa Kaladschinskaja aus Belarus, Katarzyna Krawczyk aus Polen und Stalwira Orschusch aus Russland auf die nächsten Plätze. Im August 2017 wurde sie bei der Weltmeisterschaft in Paris in der Gewichtsklasse bis 55 kg eingesetzt. Haruna Okuna, die seit Mitte des Jahres 2017 Studentin an der Shigakkan University in Tokio ist und dem Ringerclub dieser Universität angehört, wo sie von Kazuhito Sakae trainiert wird, rechtfertigte das in sie gesetzte vertrauen, denn sie wurde mit Siegen über Carola Rainero, Italien, Becka Leathers, USA, Biljana Schiwkowa Dudowa, Bulgarien und Odunayo Adekuoroye aus Nigeria Weltmeisterin.
Am 23. November 2017 trat Haruna Okuna auch bei der U 23-Weltmeisterschaft in Bydgoszcz in der Gewichtsklasse bis 55 kg an und holte sich auch dort mit Siegen über Dominique Olivia Parrish, Vereinigte Staaten, Alina Akobija, Ukraine, Bediha Gün, Türkei und Iryna Kuratschkina, Belarus den Titel. Im Dezember 2017 holte sich Haruna Okuno in der Gewichtsklasse bis 53 kg auch erstmals den japanischen Meistertitel bei den Frauen vor Yu Miyahara, Kana Higashikawa und Yuka Yago.
Im März 2018 stand Haruna Okuno beim Mannschaft-Welt-Cup in Takasaki in der japanischen Mannschaft, die im Finale mit 6:4 über China siegte. Sie selbst besiegte dabei in der Gewichtsklasse bis 53 kg ihre chinesische Gegnering Quyang Junling. Bei den Asienspielen in Jakarta startete sie in der Gewichtsklasse bis 53 kg. Sie musste dort im Halbfinale gegen Pak Yong-Mi eine knappe Punktniederlage bei einem Punktestand von 14:14 hinnehmen. Mit einem Sieg über Chiu Hsin-ju aus Taiwan sicherte sie sich aber noch eine Bronzemedaille. Bei der Weltmeisterschaft dieses Jahres, die im Oktober in Budapest stattfand, war Haruna Okuna in Bestform. Sie besiegte nacheinander Hilary Ysahine Honorine, Frankreich, Pang Qianyu, China, Maria Prevolaraki, Griechenland, Katarzyna Krawczyk, Polen und im Endkampf Sarah Hildebrandt aus den Vereinigten Staaten, die sie mit 11:0 techn. Punkten vorzeitig von der Matte schickte und wurde damit erneut Weltmeisterin.
Beim Meiji-Cup im Juni 2019 in Tokio, dem für die Nominierung für die Weltmeisterschaft maßgebenden Turnier, unterlag Haruna Okuna im Finale in der Gewichtsklasse bis 53 kg gegen die Weltmeisterin des Vorjahres in der Gewichtsklasse bis 55 kg Mayu Mukaida knapp mit 2:1 Punkten. Ihr Einsatz bei der Weltmeisterschaft dieses Jahres ist deshalb gefährdet. Sie startete aber im August dieses Jahres bei der Junioren-Weltmeisterschaft (Juniors) in Tallinn und holte sich dort in der Gewichtsklasse bis 53 kg in überlegenen Stil den Titel. Im Finale besiegte sie Anudari Nandintsetseg aus der Mongolei.

## Internationale Erfolge
| Jahr | Platz | Wettbewerb                                              | Gewichtsklasse | Ergebnisse |
| ---- | ----- | ------------------------------------------------------- | -------------- | --- |
| 2014 | 3.    | Junioren-WM (Cadets) in Snina (Slowakei)                | bis 52 kg      | hinter Olena Kremser, Ukraine und Alina Kasimowa, Russland, gemeinsam mit Elena Brugger, Deutschland                                                            |
| 2015 | 1.    | Asiatische Junioren-Meisterschaft (Cadets) in New Delhi | bis 52 kg      | vor Reena Reena, Indien, Jo Kuk-hwa, Nordkorea und Anudari Nandintsetseg, Mongolei                                                                              |
| 2016 | 1.    | Junioren-WM (Cadets) in Tiflis                          | bis 52 kg      | vor Roona Heaton, USA, Ida Jönsson, Schweden und Nazira Marsbek Kyzy, Kirgisistan                                                                               |
| 2017 | 1.    | "Klippan-Lady-Open"                                     | bis 53 kg      | vor Wanessa Kaladschinskaja, Belarus, Katarzyna Krawczyk, Polen und Stalwira Orschusch, Russland                                                                |
| 2017 | 1.    | WM in Paris                                             | bis 55 kg      | nach Siegen über Carola Rainero, Italien, Becka Leathers, USA, Biljana Schiwkowa Dudowa, Bulgarien und Odunaye Folasade Adekuoroye, Nigeria                     |
| 2017 | 1.    | U 23-WM in Bydgoszcz                                    | bis 55 kg      | nach Siegen über Dominique Olivia Parrish, USA, Alina Akobija, Ukraine, Bediha Gün, Türkei und Iryna Kuratschkina, Belarus                                      |
| 2018 | 3.    | Asienspiele in Jakarta                                  | bis 53 kg      | nach Siegen über Sewara Eschmuratowa, Usbekistan und Pang Wiangyu, China, einer Niederlage gegen Pak Yong-Mi, Nordkorea und einem Sie über Chiu Hsin-ju, Taiwan |
| 2018 | 1.    | WM in Budapest                                          | bis 53 kg      | nach Siegen über Hilary Ysahire Honorine, Frankreich, Pang Qianyu, China, Maria Prevolaraki, Griechenland, Katarzyna Krawczyk, Polen und Sarah Hildebrandt, USA |
| 2019 | 1.    | Junioren-WM (Juniors) in Tallinn                        | bis 53 kg      | nach Siegen über Pooja Pooja, Indien, Schochida Achmedowa, Usbekistan, Maria Tjumenbekowa, Russland und Anudari Nandintsetseg, Mongolei                         |

## Nationale Meisterschaften bzw. Turniere
| Jahr | Platz | Wettbewerb                       | Gewichtsklasse | Ergebnisse                                                                              |
| 2014 | 3.    | Japanische Meisterschaft         | bis 55 kg      | mit einem Sieg über Yuzuru Kumano nach einer Niederlage im Halbfinale gegen Anri Kimura |
| 2016 | 1.    | Japanische Juniorenmeisterschaft | bis 52 kg      | vor Saki Igarashi                                                                       |
| 2017 | 1.    | Japanische Meisterschaft         | bis 53 kg      | vor Yu Miyahara, Kana Higashikawa und Yuka Yago                                         |
| 2018 | 1.    | Meiji-Cup in Tokio               | bis 53 kg      | vor Yu Miyahara, Yuko Yago und Momoko Kadoya                                            |
| 2019 | 2.    | Meiji-Cup in Tokio               | bis 53 kg      | hinter Mayu Mukaida, vor Ibuki Tamuri, Nanami Irie und Yu Miyahara                      |
| 2019 | 1.    | Japanische Meisterschaft         | bis 53 kg      | vor Nanami Irie, Umi Imai und Yumi Shimona                                              |

Erläuterungen
- alle Wettkämpfe im freien Stil
- WM = Weltmeisterschaft
- beim Meiji-Cup handelt es sich nicht um die japanische Meisterschaft, die immer im Dezember eines Jahres stattfindet. Der Meiji-Cup ist ein Herausforderungsturnier, zu dem immer im Juni eines Jahres die vier bestplatzierten Ringer bzw. Ringerinnen der vorhergehenden japanischen Meisterschaft eingeladen werden. In der Regel werden dann die Sieger des Meiji-Cups zur Weltmeisterschaft bzw. zu den Olympischen Spielen entsandt.
- Altersgruppe "Cadets" bis zum 17. und Altersgruppe "Juniors" bis zum 20. Lebensjahr